# Jefferson Pérez
Jefferson Leonardo Pérez Quezada (Cuenca, 1º luglio 1974) è un ex marciatore ecuadoriano, il primo atleta del suo paese ad aver conquistato una medaglia olimpica.

## Biografia
Nato a La Vecina, uno dei più antichi quartieri di Cuenca, ottiene la prima medaglia, di bronzo, ai campionati mondiali juniores di atletica, nel 1990 a Plovdiv in Bulgaria. Due anni più tardi, sempre ai mondiali juniores, ottiene la prima vittoria di prestigio.
Nel 1995 vince il suo primo titolo ai Giochi panamericani di Mar del Plata, competizione che vincerà altre 2 volte, nel 2003 e nel 2007, dopo un bronzo nell'edizione del 1999.

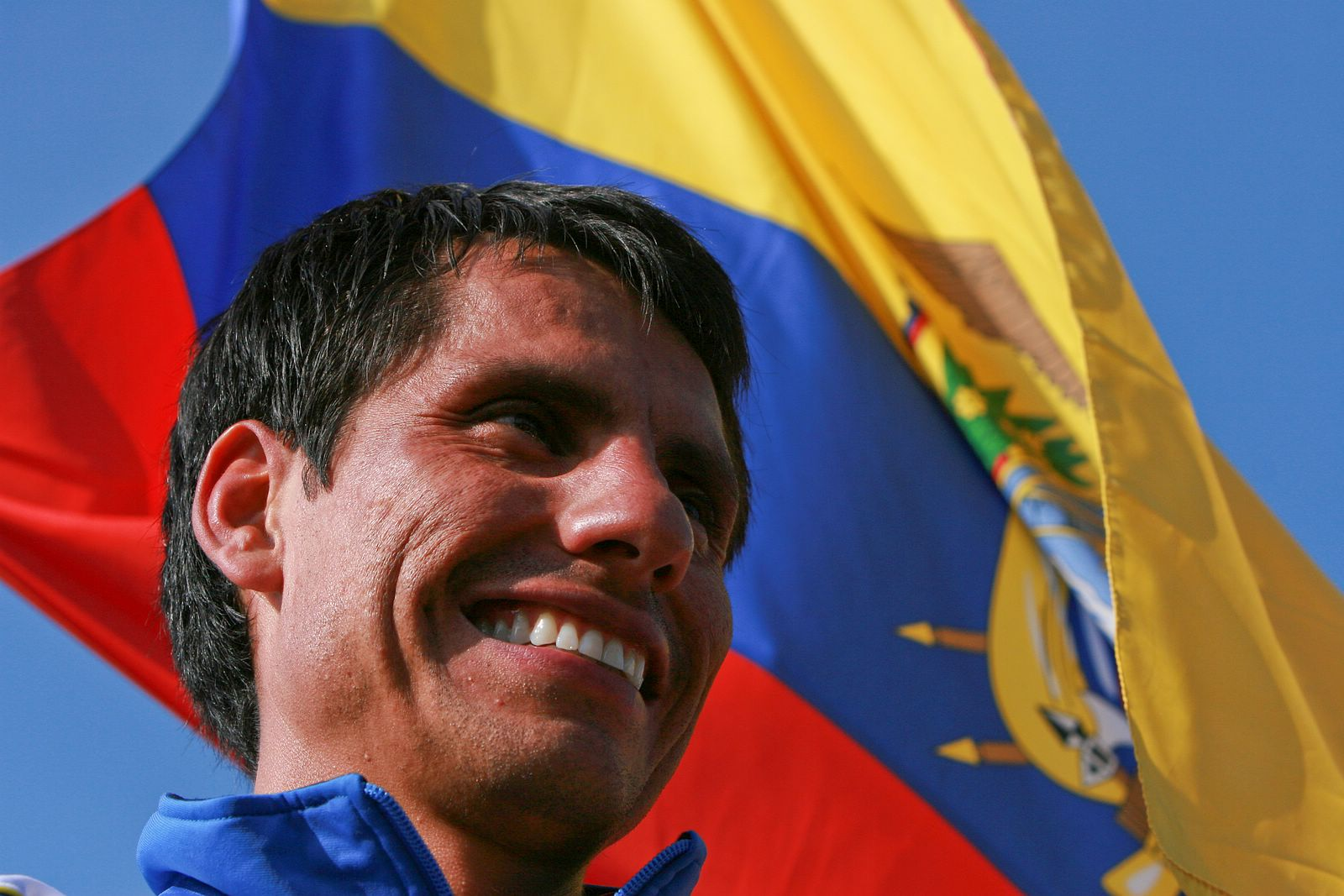
Perez con la bandiera ecuadoriana, nel 2008 a Sesto San Giovanni.

Il 26 luglio 1996, vincendo la medaglia d'oro ai Giochi olimpici di Atlanta, diventa il primo ecuadoriano nella storia a vincere una medaglia ai Giochi olimpici, e allo stesso tempo il più giovane vincitore di una gara di marcia alle Olimpiadi.
Da profondamente religioso qual è, Pérez prima dei giochi passò a pregare alla cattedrale francescana di Quito, promettendo che se fosse riuscito a vincere sarebbe tornato a ringraziare e sarebbe partito in pellegrinaggio fino a Cuenca, sua città natale. Così fece dopo la vittoria olimpica, percorrendo tra camminate, jogging e corsa, i 453 km che separano Quito da Cuenca, tra altitudini comprese tra i 2500 e i 4800 m s.l.m., accompagnato da ali di folla sul ciglio delle strade, catturate dall'impresa di colui che era diventato l'ecuadoriano più famoso al mondo.
Ai Campionati del mondo di atletica leggera 2003 Pérez vince il suo primo titolo mondiale, con un tempo, 1h17'21, che fu anche il nuovo primato del mondo sui 20 km di marcia.
Nelle due edizioni delle Olimpiadi alle quali ha partecipato ad inizio del XXI secolo, sfiorò solamente il podio giungendo quarto sia a Sydney che ad Atene, prima di chiudere con un'altra medaglia olimpica nel 2008.
Si è ritirato infatti dopo aver corso per l'ultima volta ai Giochi olimpici di Pechino conquistando l'argento. È l'unico marciatore ad aver vinto tre mondiali consecutivamente (Parigi 2003, Helsinki 2005, Osaka 2007).
Vincitore anche di 3 medaglie d'oro e una di bronzo ai Giochi panamericani, Pérez detiene ancora la seconda prestazione mondiale nella 20 km, dietro all'unico che seppe battere il suo tempo con cui vinse i mondiali del 2003, il russo Vladimir Kanajkin, che gli tolse il record nel 2007.
Prima dei mondiali di Osaka e dei Giochi olimpici di Pechino si è allenato per un mese in Italia, a Saluzzo presso il centro federale di marcia.

## Record nazionali

### Seniores
- Marcia 20 km: 1h17'21 ( Parigi, 23 agosto 2003)
- Marcia 5.000 metri indoor: 20'19"91 ( Siviglia, 9 marzo 1991)

## Palmarès
| Anno | Manifestazione      | Sede           | Evento         | Risultato | Prestazione | Note                                     |
| ---- | ------------------- | -------------- | -------------- | --------- | ----------- | ---------------------------------------- |
| 1990 | Mondiali juniores   | Plovdiv        | Marcia 10000 m | Bronzo    | 40'08"23    |                                          |
| 1991 | Mondiali indoor     | Siviglia       | Marcia 5000 m  | 10º       | 20'20"05    |                                          |
| 1992 | Mondiali juniores   | Seul           | Marcia 10000 m | Oro       | 40'42"66    |                                          |
| 1992 | Giochi olimpici     | Barcellona     | Marcia 20 km   | dnf       | dnf         |                                          |
| 1995 | Giochi panamericani | Mar del Plata  | Marcia 20 km   | Oro       | 1h22'53     |                                          |
| 1995 | Mondiali            | Göteborg       | Marcia 20 km   | 33º       | 1h34'20     |                                          |
| 1996 | Giochi olimpici     | Atlanta        | Marcia 20 km   | Oro       | 1h20'07     |                                          |
| 1997 | Mondiali            | Atene          | Marcia 20 km   | 14º       | 1h24'46     |                                          |
| 1999 | Giochi panamericani | Winnipeg       | Marcia 20 km   | Bronzo    | 1h20'46     |                                          |
| 1999 | Mondiali            | Siviglia       | Marcia 20 km   | Argento   | 1h24'19     |                                          |
| 2000 | Giochi olimpici     | Sydney         | Marcia 20 km   | 4º        | 1h20'18     |                                          |
| 2001 | Mondiali            | Edmonton       | Marcia 20 km   | 8º        | 1h22'20     |                                          |
| 2003 | Giochi panamericani | Santo Domingo  | Marcia 20 km   | Oro       | 1h23'06     |                                          |
| 2003 | Mondiali            | Parigi         | Marcia 20 km   | Oro       | 1h17'21     | Record mondiale                          |
| 2004 | Giochi olimpici     | Atene          | Marcia 20 km   | 4º        | 1h20'38     |                                          |
| 2004 | Giochi olimpici     | Atene          | Marcia 50 km   | 12º       | 3h53'04     | Miglior prestazione personale            |
| 2005 | Mondiali            | Helsinki       | Marcia 20 km   | Oro       | 1h18'35     | Miglior prestazione personale stagionale |
| 2007 | Giochi panamericani | Rio de Janeiro | Marcia 20 km   | Oro       | 1h22'08     |                                          |
| 2007 | Mondiali            | Osaka          | Marcia 20 km   | Oro       | 1h22'20     |                                          |
| 2008 | Giochi olimpici     | Pechino        | Marcia 20 km   | Argento   | 1h19'15     |                                          |